# Bryogramma
Bryogramma é um gênero de traça pertencente à família Arctiidae.